# 't Wad
 't Wad is een buurtschap in de gemeente Schagen in de provincie Noord-Holland.
't Wad ligt net ten noordoosten van de stad Schagen en net ten noorden van Nes. De plaats is ontstaan langs de weg die naar het wad leidde net boven de Westfriesche Dijk, onderdeel van Westfriese Omringdijk. De zee die toen daar nog kwam had rond dat punt een wadachtige voorgebied, voordat de dijk iets wat naar het noorden was geplaatst was dat gebied nog groter, de plaatsnaam verwijst tevens daarnaar. Na het droogleggen van de Zijpe werd het kleine stuk overgebleven wad zelf wat versterkt maar in de loop der tijd werd het minder. Het verdween geheel toen de polder van de Wieringerwaard werd bedijkt en drooggelegd. In 18e eeuw werd de plaats nog geschreven als twadt, dat veranderde in 19e eeuw in Het Wadt. In 20e eeuw werd het dan weer 't Wad.
Burgerbrug · Burgervlotbrug · Callantsoog · Dirkshorn · Eenigenburg · Groenveld · Groote Keeten · Krabbendam · Oudesluis · Petten · 't Rijpje · Schagen · Schagerbrug · Schoorldam (deels) · Sint Maarten · Sint Maartensbrug · Sint Maartensvlotbrug · Stroet · Tjallewal · Tolke (deels) · Tuitjenhorn · Valkkoog · Waarland · Warmenhuizen · 't Zand

Buurtschappen: Abbestede · Avendorp · Bliekenbos · 't Buurtje · De Banne · Burghorn · Cornelissenwerf · Dijkstaal · Grootven · Grotewal · Het Korfwater · De Hale · Hemkewerf · Huiskebuurt · Kalverdijk · Keinse · Keinsmerbrug · Kerkbuurt · Lagedijk · Leihoek · Mennonietenbuurt · Nes · Schagerwaard · Sint Maartenszee · Slootgaard · De Stolpen · Stolpervlotbrug · Vennik (deels) · 't Wad · De Weel (deels) · Woudmeer · Zijbelhuizen · Zijpersluis